# Bruno Weber
Bruno Weber   (Dietikon, 10 d'abril de 1931 - Spreitenbach, 24 d'octubre de 2011) fou un artista suís, constructor del parc d'escultures més gran de Suïssa signades per un únic creador. Weber va aixecar durant mig segle una obra global que reflecteix la relació entre l'home, la natura i l'hàbitat, enmig d'un marc d'industrialització creixent. Convertit en una estrella gràcies a l'era Instagram, a vegades se'l qualifica, no amb gaire encert, com a outsider artist.

## Biografia

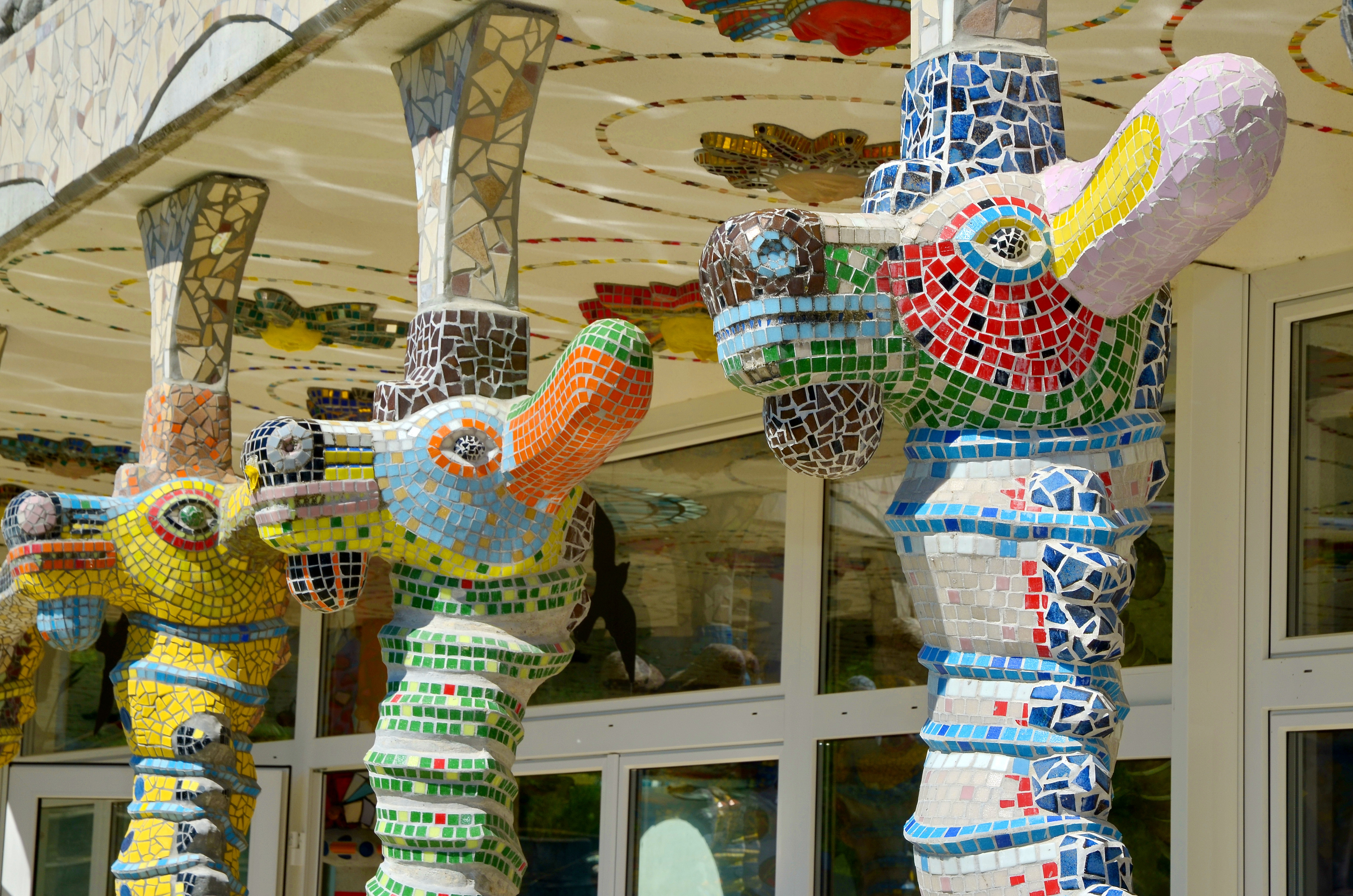
Cariatides del parc

El 1947 va estudiar a l'escola d'art a Zuric i es va especialitzar com a litògraf. Més tard va continuar la seva formació artística a Itàlia, Grècia i el que llavors era Txecoslovàquia. Weber va començar la seva carrera artística com a pintor i artista gràfic, amb un estil que ell mateix definia com a realisme fantàstic.
Tanmateix, Weber és més conegut pel seu jardí d’escultures en una àrea de Dietikon, a uns 20 quilòmetres de Zuric. L'artista va dedicar la major part de la seva vida (els seus darrers cinquanta anys) a la realització d’aquest jardí fantàstic. Considerat a Suïssa com el parc d'escultures més gran fet mai per un sol artista. L'obra de Weber és també una resposta al procés d'industrialització de la vall del riu Limmat, un contrapunt de fantasia en un món cada cop més gris.
Des de 1976, l'escultor arrossegava una sèrie de litigis amb l'ajuntament a causa de les estructures construïdes il·legalment. Quan Bruno Wever morí amb 80 anys, una sèrie de contratemps econòmics i legals van produir-se abans que es dictés tancar el parc el 20 d'octubre de 2014. Amb la incertesa sobre quin seria el seu futur, va néixer l'associació Freunde des Bruno Weber Parks (Amics del parc Bruno Weber), que pogué evitar el tancament. El parc es va obrir oficialment el 4 d'abril de 2015.

## Bruno Weber Park
El parc s'estén sobre una superfície de 20.000 m² als voltants del seu antic estudi i residència al municipi de Dietikon. Des de 1962 va començar a treballar les seves escultures de formigó, un material gens fortuït, ja que està relacionat amb l'activitat constructora de la vall de Limmat. Un contrapunt bonic al material que s'utilitzava en els anodins edificis aixecats a la vall durant les dècades dels 60 i 70.

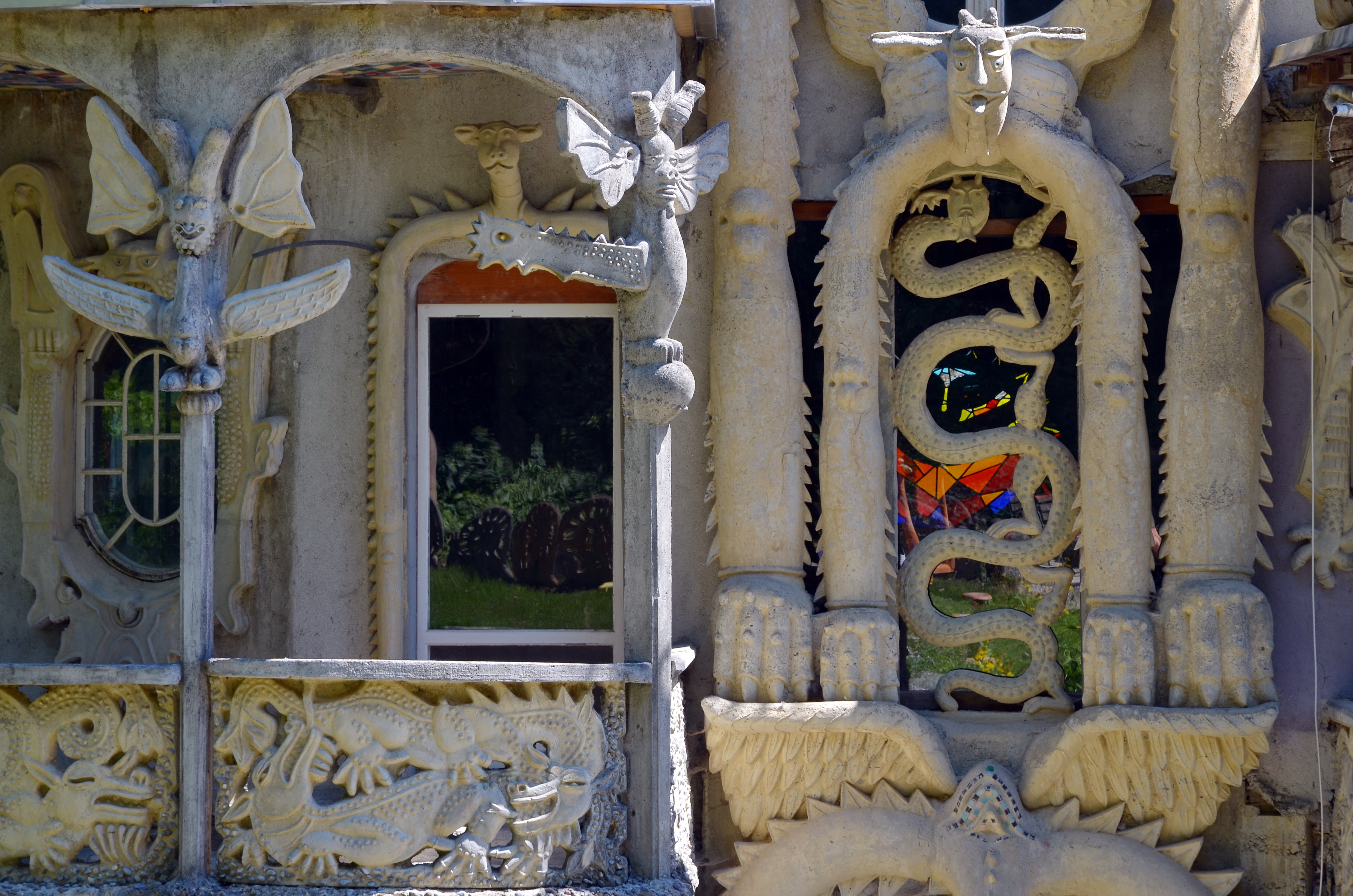
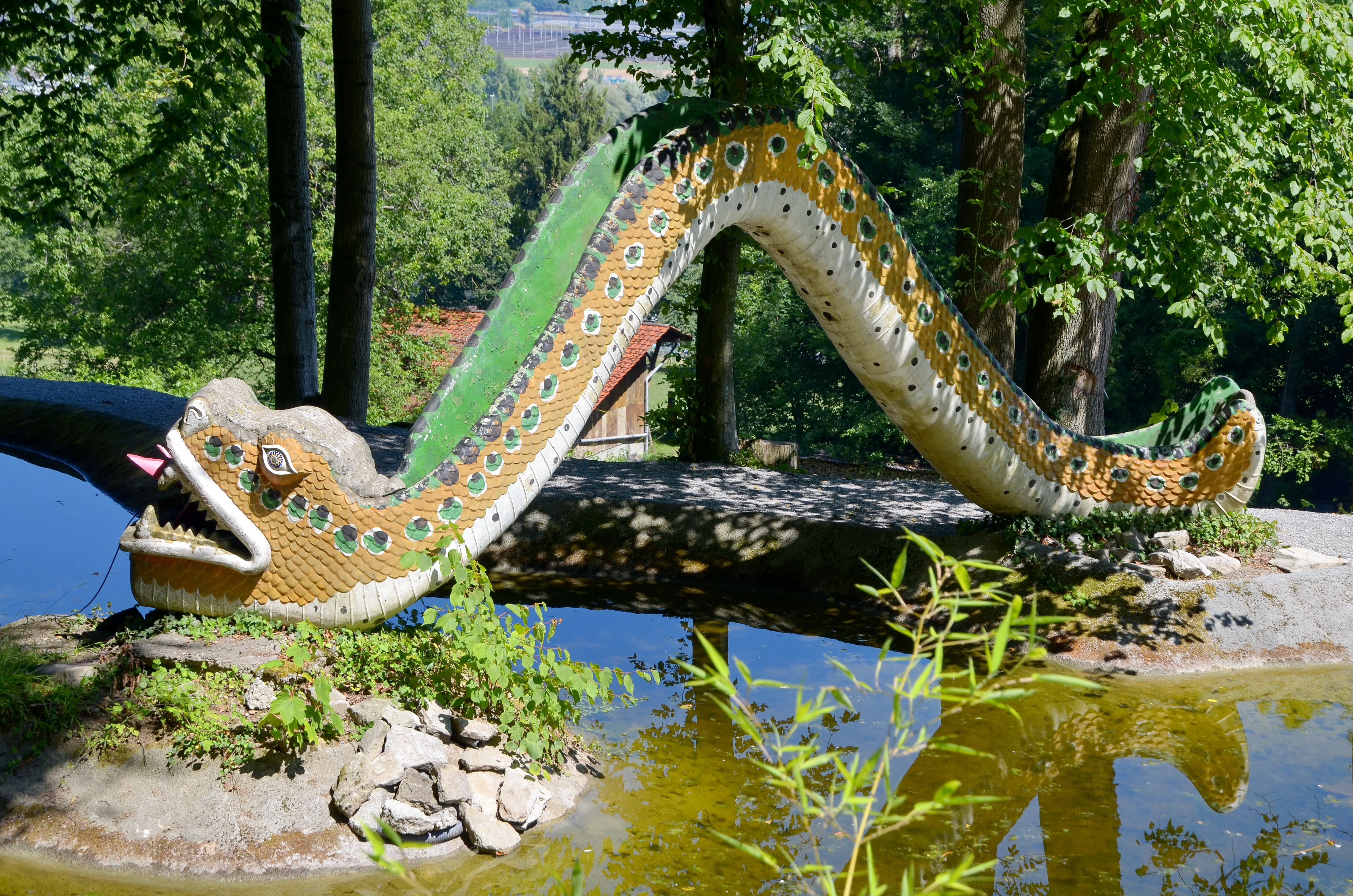
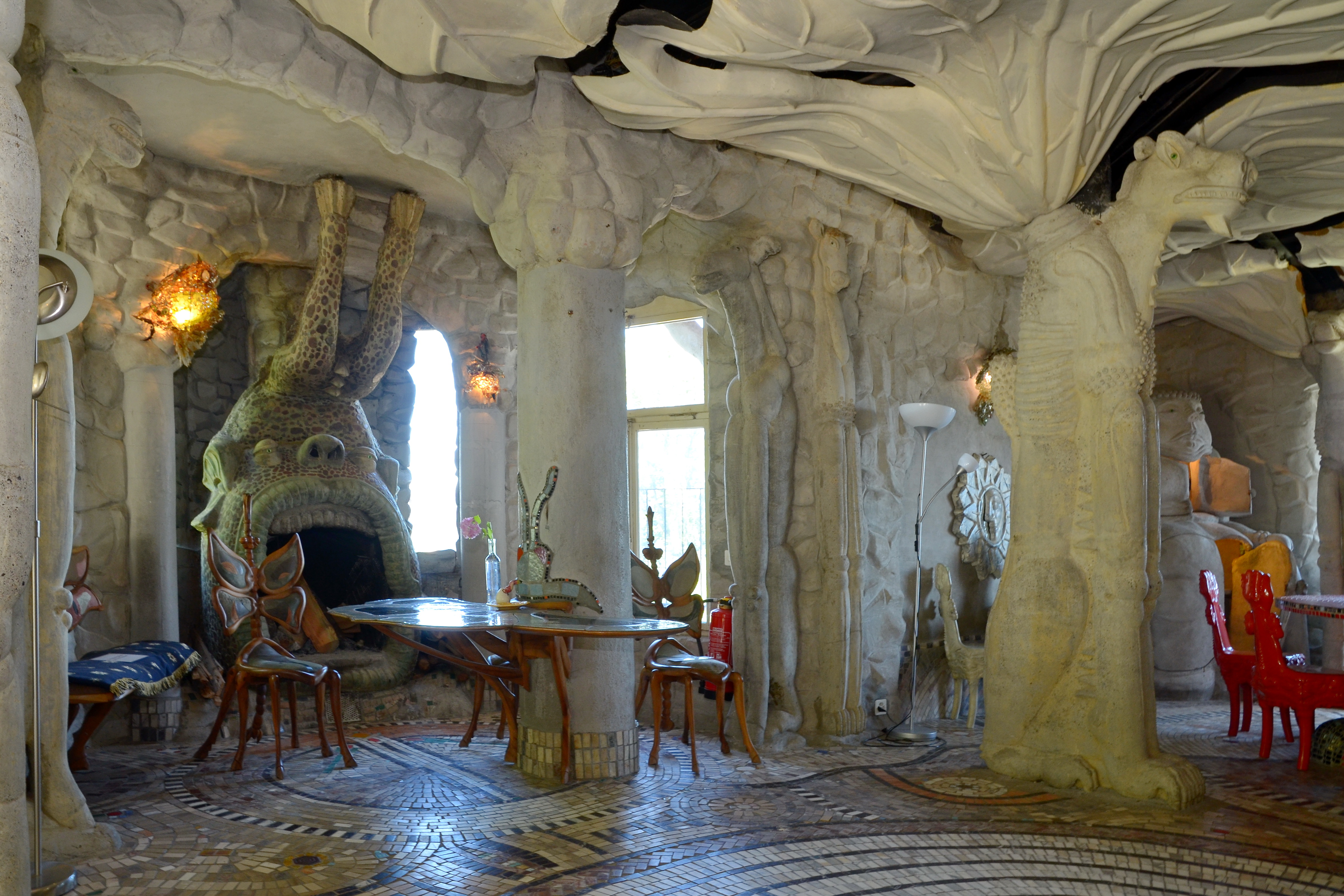

El disseny i l'arquitectura del parc reben influencies del gòtic, dels temples asiàtics i de l'arquitectura d'Antoni Gaudí reelaborada amb elements de la cultura pop dels 60. L'univers visionari de Wever està poblat de tòtems onírics, animals mítics i criatures polimòrfiques. A destacar un estol de lluminosos i acolorits monstres: dracs amb forma de girafes surrealistes de color taronja custodiant l’entrada, serps que fan de pont en un rierol, un híbrid d’elefant de cinc metres d’alçada amb cara de gat, totèmiques figures simiesques amb forma de cadira... Una bona part de les seves figures estan inspirades en el folklore alemany i d'arreu del mon. Sobresurten les escalinates, les fonts, les arcades, els edificis de formigó, vidre i llautó, com la seva casa familiar amb la façana que recorda un edifici gòtic, amb una espectacular torre circular de 25 m. d'alçada (Towerhouse). Fou aquí on hi va viure amb la seva dona Mariann Weber-Godo i la seva filla Rebecca Piperio-Weber -- continuadores de la seva obra -- en un interior que s'assembla a un castell de conte de fades, amb mosaics de colors i escultures d’animals. També milers de mosaics adornen les escultures de Bruno Weber, inspirant-se en el Parc Guell de Barcelona. A la font d'aigua davant de la casa, l'artista va construir a principis dels anys 70 una font anomenada Deessa Font, essent aquesta una de les primeres escultures de formigó realitzades per Weber.

## Llibres sobre Bruno Weber

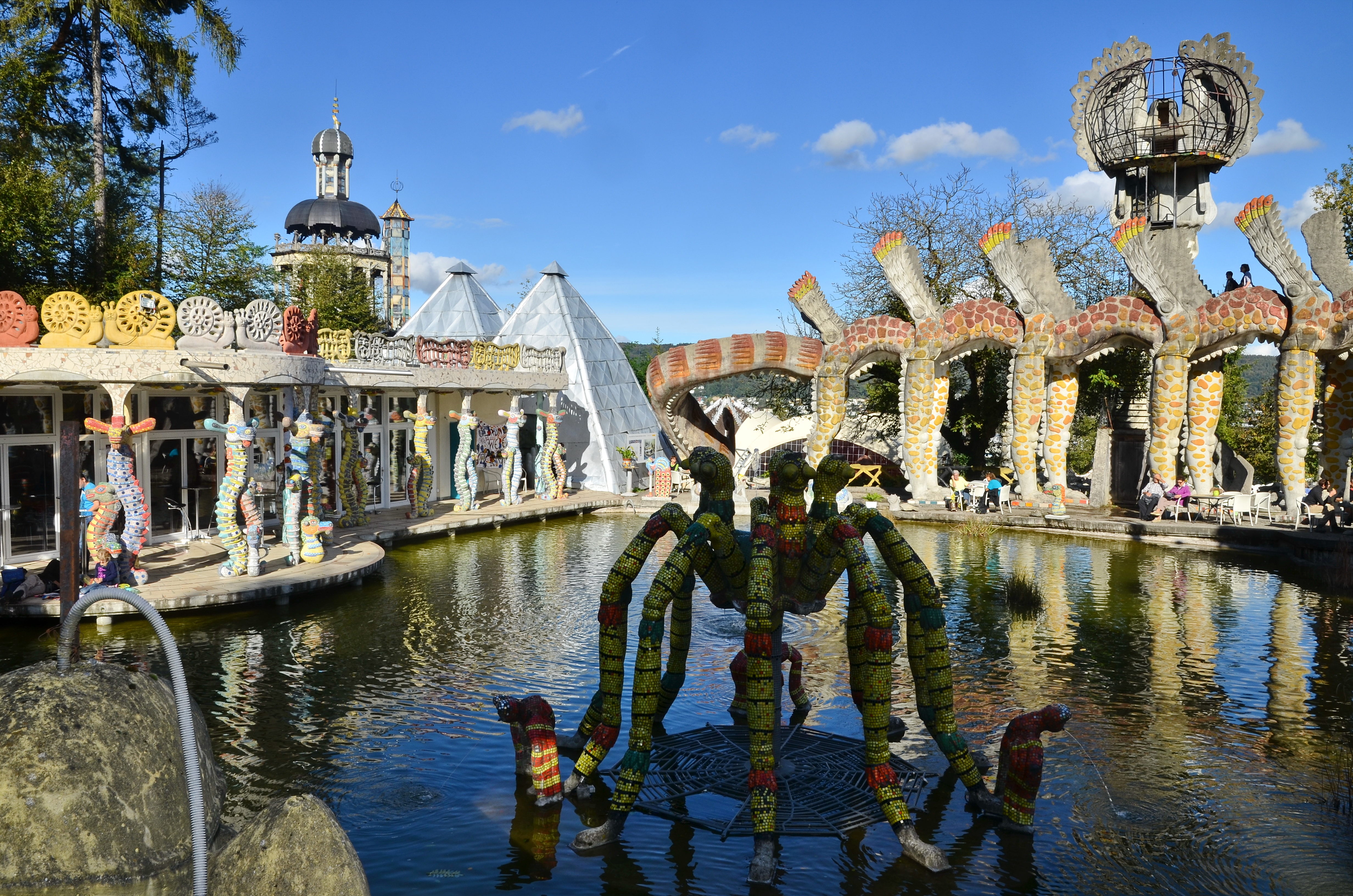

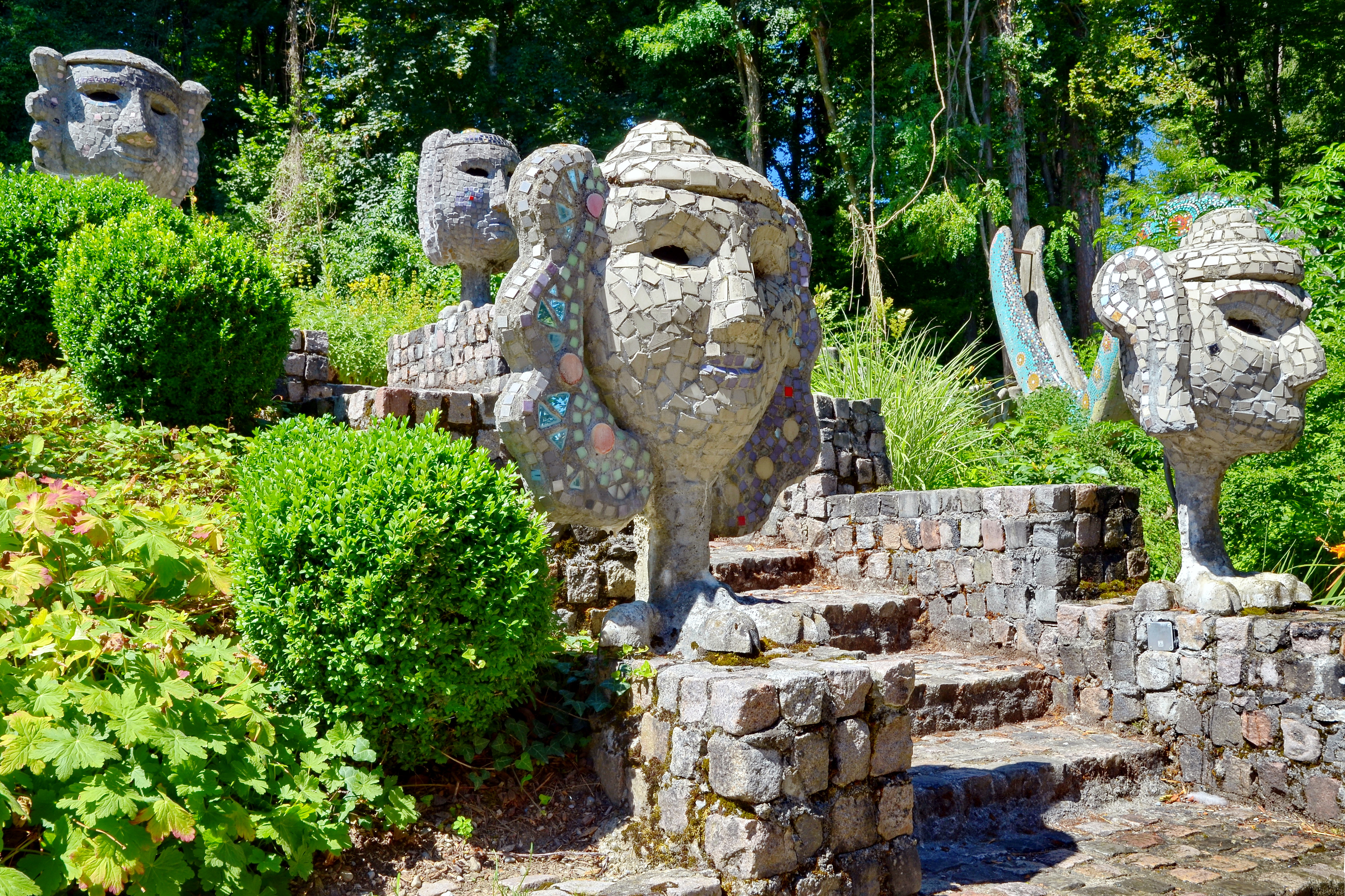

- Bruno Webers phantastische Welt. Weitbrecht Verlag (1996)
- Fantasy Worlds de Deidi von Schaewen (Fotógraf), John Maizels (Autor) i Angelika Taschen (Redactora). Taschen (1999). Antologia amb diversos creadors outsider i fantàstics.
- Der Architekt seiner Träume / Bruno Weber de Peter K. Wehrli i Robert Elter (Fotos). Edicions Benteli (2002)
- Bruno Weber: Das kuenstlerische Lebenswerk de Franz Hohler, Fritz Billeter, Helene Arnet i Peter K. Wehrli. Editorial Hirmer Verlag GmbH (2011)